# Ксеньевка (Костанайская область)
Ксеньевка (каз. Ксеньев) — село в Узункольском районе Костанайской области Казахстана. Входит в состав Кировского сельского округа. Находится примерно в 26 км к северу от районного центра, села Узунколь. Код КАТО — 396641300.
К югу от села находится озеро Гусиное.

## Население
В 1999 году население села составляло 303 человека (149 мужчин и 154 женщины). По данным переписи 2009 года, в селе проживало 139 человек (70 мужчин и 69 женщин).